# Symphony Hall (Birmingham)

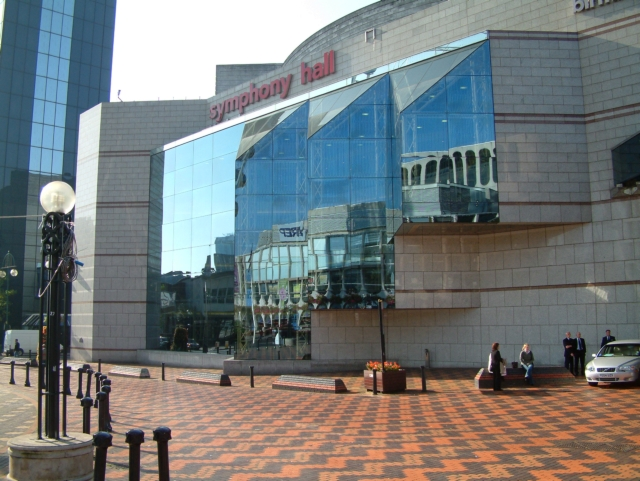
Außenansicht der Symphony Hall in Birmingham

Die Symphony Hall ist eine Konzerthalle mit 2.262 Sitzplätzen in Birmingham, England. Sie wurde am 15. April 1991 eröffnet und offiziell im Juni 1991 von Queen Elisabeth II. eingeweiht. Die Symphony Hall ist der Sitz des City of Birmingham Symphony Orchestra und Veranstaltungsort für rund 270 Veranstaltungen pro Jahr. Der Bau der Konzerthalle kostete 30 Millionen Pfund Sterling. Die Innenausstattung der Konzerthalle wurde dem Musikverein in Wien und der Concertgebouw in Amsterdam nachempfunden.
Der Veranstaltungsort präsentiert sich mit einem Programm aus Jazz, Weltmusik, Folk, Rock, Pop, Klassik- und Orgelkonzerten, gesprochenem Wort, Tanz, Comedy, Bildungs- und Öffentlichkeits-Veranstaltungen und wird als Teil des International Convention Centre auch für Konferenzen und Firmenveranstaltungen genutzt.

## Entwurf und Ausstattung
Die Symphony Hall wurde von Percy Thomas Partnership und Renton Howard Wood Levin (die zusammen die Convention Centre Partnership für das International Convention Centre gegründet haben) entworfen und gebaut. Spezialunterstützung erhielten sie von Russell Johnson von der Artec Consultants Inc. Ein besonders innovatives Feature der Symphony Hall ist ihre akustische Anpassungsfähigkeit. Sie hat eine Nachhallkammer, die sich hinter der Bühne und hoch entlang der Seiten erstreckt. Dadurch kann der Rauminhalt 50 % vergrößert oder verkleinert werden, wenn man die Türen automatisch öffnet oder schließt. Die U-förmige Nachhallkammer hat ein Volumen von 12.700 Kubikmetern. Es gibt einen akustischen Baldachin, der über der Bühne angehoben oder abgesenkt werden kann. Dämpfungspaneele können verlängert oder zurückgezogen werden. Dies alles um sicherzustellen, dass der Klang des Raumes perfekt auf die Lautstärke und den Stil der auszuführenden Musik abgestimmt ist. Alle Wände und die Decke sind 200 Millimeter dick und bestehen aus Beton.
Die Symphony Hall steht nur 30 Meter entfernt von einer überdachten Bahnlinie. Um die Übertragung von Vibrationen zu verhindern, wurde die Konzerthalle auf Gummikissen montiert, ebenso wie die Bahnstrecke. Die Halle ist außerdem vom starken Verkehr auf der Broad Street durch eine Doppelfassade aus Beton abgeschirmt. Große, niedertourige Luftkanalsysteme reduzieren Lüftungsgeräusche.
Im Jahr 2001 wurde eine Orgel mit 6000 Orgelpfeifen installiert, die von der Firma Johannes Klais Orgelbau in Bonn konstruiert und gebaut wurde und speziell auf die Nachhallkammer des Gebäudes zugeschnitten ist. Die Orgel ist die größte mechanische Orgel in Großbritannien. Das Instrument besitzt 82 Register verteilt auf vier Manuale und Pedal. Die Orgel ist ausgestattet mit einer mechanischen Spieltraktur und einer elektrischen Registertraktur.
Die von der Managementfirma Performances Birmingham Limited betriebene Symphony Hall hat gemeinnützigen Status und führt durch eine Bildungs- und Öffentlichkeits-Abteilung eine Reihe von Projekten für Schulen, Gruppen und Familien durch. Insgesamt arbeitet sie mit rund 12.000 Jugendlichen und 6.000 Erwachsene pro Jahr.